# 小行星9980
小行星9980（英語：9980）是一颗围绕太阳公转的小行星。1995年1月31日，小林隆男在大泉天文台发现了此天体。
这颗小行星的绝对星等为256.0670541516814等。